# Корнєєв Альберт Васильович
Альберт Васильович Корнєєв (14 лютого 1937, село Верховоє, Орловська область, Російська Федерація) — український правник, кандидат філософських наук (1972); колишній народний депутат України 12(1)-го скликання.

## Життєпис
Народився в родині службовця; одружений; має сина.
Освіта: Московський державний університет, юридичний факультет (1955—1960), юрист; кандидатська дисертація «Міжособові взаємини та антигромадська поведінка» (1972).
- 07.1960-09.1961 — помічник прокурора, 10.1961-01.1963 — слідчий прокуратури Дзержинського району, місто Кривий Ріг.
- 02.1963-10.1967 — старший слідчий Дніпропетровської облпрокуратури.
- 11.1967-10.1970 — аспірант катедри філософії Дніпропетровського університету.
- 11.1970-08.1972 — старший інженер науково-дослідної групи соціологічних досліджень, 09.1972-08.1981 — старший викладач, доцент кафедри філософії Дніпропетровського університету.
- 09.1981-08.1990 — доцент кафедри філософії Донецького політехнічного інституту.

Народний депутат України 12(1)-го скликання з 03.1990 (2-й тур), Ворошиловський виборчий округ № 110, Донецька область. Заступник голови Комісії з питань державного суверенітету міжреспубліканських і міжнаціональних відносин. 24 серпня 1991 року був єдиним депутатом Верховної Ради України, який проголосував проти прийняття Акту проголошення незалежності України.
- 09.-10.1994 — завідувач сектору конституційного права Секретаріату Верховної Ради України.
- 10.1994-12.1995 — керівник групи Адміністрації Президента України у зв'язках з Верховною Радою України[3].
- 12.1995-01.1998 — науковий консультант Президента України з політико-правових питань[4][5].
- 11.1994-1996 — секретар Конституційної комісії.
- Потім — науковий консультант судді Конституційного Суду України.

Володіє німецькою мовою.
Член КПРС (1962—1991).

## Нагороди
Почесна відзнака Президента України (08.1996). Заслужений юрист України (10.2001). Орден «За заслуги» II ступеня (02.2007).

## Джерело
- Довідка [Архівовано 4 березня 2016 у Wayback Machine.]